# 王の運命 -歴史を変えた八日間-
『王の運命（さだめ） -歴史を変えた八日間-』（おうのさだめ れきしをかえたようかかん、原題：사도）は、2015年の韓国映画。監督はイ・ジュニク。主演はソン・ガンホ、ユ・アイン。
韓国で観客動員数624万人を記録。第52回百想芸術大賞で大賞を受賞した。

## ストーリー
李氏朝鮮第21代国王の英祖（ソン・ガンホ）は40歳を過ぎてから生まれた息子の思悼（ユ・アイン）を、自分と同じく学問と礼法に秀でた世子（セジャ／後継者）に育て上げようとする。しかし、王である父の望みとは裏腹に、世子は芸術と武芸を好む自由奔放な青年へと成長。英祖が抱いていた世子への期待は怒りと失望に転じ、世子もまた、親子として接することのない王に憎悪にも似た思いを募らせていく。
心のすれ違いを埋められぬまま、小さな歪はやがて大きな確執へと膨らんでいった。世子を失脚させようとする反対勢力の策略も加わり、1762年、ついに歴史を激震させる出来事が訪れる。

## キャスト
※括弧内は日本語吹替
- 朝鮮第21代国王 英祖：ソン・ガンホ（山路和弘）
- 思悼世子：ユ・アイン（岸尾だいすけ） - 英祖の息子。
- 恵慶宮：ムン・グニョン（福圓美里） - 思悼世子の正室。
- 暎嬪李氏：チョン・ヘジン（朝鮮語版）（三沢明美） - 思悼世子の生母。
- 仁元王后：キム・ヘスク（杉山滋美） - 英祖の継母。
- 洪鳳漢：パク・ウォンサン（朝鮮語版） - 恵慶宮の父。
- 朝鮮第22代国王 イ・サン（正祖）：ソ・ジソプ（桐本拓哉）※特別出演
- 世孫：イ・ヒョジェ（朝鮮語版） - 思悼世子の息子、後の正祖。
- 金尚魯：イ・デヨン（朝鮮語版） - 老論派。
- キム・ハング：カン・ソンヘ - 貞純王后の父・老論派。
- 洪麟漢：チェ・ドンムン - 洪鳳漢の弟。
- ホン内官：チョン・ソギョン
- 蔡済恭：チェ・ミンチョル - 承旨。
- 和緩翁主：チン・ジヒ - 思悼世子の実妹。
- 貞聖王后徐氏：パク・ミョンシン - 英祖の正妃。
- 貞純王后：ソ・イェジ - 英祖の継妃。
- 内人（女官）：パク・ソダム - 後の淑儀文氏。
- イ・チョンボ：チョ・スンヨン - 思悼世子の師匠。
- 閔百祥：イ・グァンイル - 思悼世子の師匠。
- イ・フ：チョン・チャヌン - 思悼世子の師匠。
- パク内官：チャ・スンベ
- 金亀柱：キム・ミンギュ - 貞純王后大妃の実兄。
- 4歳の思悼世子：アン・ジョンウ
- 10歳の思悼世子：オム・ジソン
- 幼少期の恵慶宮：シン・スヨン
- 幼少期の和緩翁主：シンビ
- キム・ドス：チェ・ジウン - 内禁衛長。
- 別監隊長：イ・ジワン
- 盲人のムーダン：チョン・ヘギュン
- 補助ムーダン：イ・シヌ
- 補助ムーダン：ト・グァンウォン
- 尼僧：ユン・サビナ
- 尼僧：チョ・ユンジョン
- 妓生：ピョン・ミンジ
- 妓生：キム・テリン
- 妓生：アン・ヒョンスク

## 受賞

### 2015年度
- 第36回青龍映画賞：主演男優賞（ユ・アイン）
- 第36回青龍映画賞：主演女優賞（チョン・ヘジン）
- 第36回青龍映画賞：撮影照明賞（キム・テギョン、ホン・スンチョル）
- 第36回青龍映画賞：音楽賞（パク・ジュンソク）
- 第52回大鐘賞：助演女優賞（キム・ヘスク）
- 第52回百想芸術大賞：大賞（イ・ジュニク）
- 第21回春史大賞映画祭：脚本賞（チョ・チョリョン）
- 第21回春史大賞映画賞：主演男優賞（ユ・アイン）
- 第35回韓国映画評論家協会賞：最優秀作品賞
- 第35回韓国映画評論家協会賞：脚本賞（チョ・チョリョン、イ・ソンウォン、オ・スンヒョン）
- 第35回韓国映画評論家協会賞：音楽賞（パク・ジュンソク）
- 第35回韓国映画評論家協会賞：10大映画賞
- 韓国映画俳優協会 スターの夜：トップ監督賞（イ・ジュニク）
- 韓国映画俳優協会 スターの夜：大韓民国トップスター賞（ユ・アイン）
- 第7回今年の映画賞：作品賞
- 第7回今年の映画賞：主演男優賞（ユ・アイン）
- 第7回今年の映画賞：助演女優賞（チョン・ヘジン）
- 第2回韓国映画制作者協会賞：脚本賞（チョ・チョリョン、イ・ソンウォン、オ・スンヒョン）
- 第2回韓国映画制作者協会賞：助演女優賞（チョン・ヘジン）
- 第2回韓国映画制作者協会賞：音響賞（チェ・テヨン）
- CINE21映画賞：今年のシナリオ賞（チョ・チョリョン、イ・ソンウォン、オ・スンヒョン）
- CINE21映画賞：今年の男性俳優賞（ユ・アイン）
- 第19回タリン・ブラックナイト映画祭：メインコンペティション部門 グランプリ
- 第19回タリン・ブラックナイト映画祭：審査員賞 音楽賞（パク・ジュンソク）
- 第10回アジア・フィルム・アワード：衣装賞（シム・ヒョンソク、イ・ジヨン）
- 第10回アジア・フィルム・アワード：ネクストジェネレーション賞（ユ・アイン）
- 第4回バルセロナ・アジア映画祭：パノラマ部門 最優秀作品賞
- 第47回インド国際映画祭：功労者賞 審査員特別賞